# Garswood
Garswood est un village du Merseyside, en Angleterre.
Garswood a connu une importante activité minière jusqu'en 1960.